# GZA
Gary Grice (New York, 22 augustus 1966), beter bekend onder zijn artiestennaam GZA, is een rapper die medeoprichter is van de Wu-Tang Clan. Hij heeft ook enkele soloalbums uitgebracht.

## Biografie
GZA groeide op in de ghetto's van Brooklyn. Daar kwam hij in aanraking met hiphop. Hij vormde samen met zijn neven RZA en Ol' Dirty Bastard een trio genaamd 'All In Together Now'. Met z'n drieën traden ze op in lokale shows door heel New York. Zij gingen battles aan met andere MC's, en wonnen die vrijwel altijd. Zo werden de drie opgemerkt door Cold Chillin' Records. GZA tekende daar een contract onder de naam The Genius.
Nadat het drietal de Wu-Tang Clan oprichtte, een rapgroep bestaande uit 9 leden, kregen zij wereldwijde erkenning. Hun eerste album, Enter the Wu-Tang (36 Chambers), werd een groot succes, dat geen van de leden later kon evenaren.
Nadat er meerdere Wu-Tang albums waren uitgebracht, besloot GZA ook solo verder te gaan. Zijn eerste album, dat hij na de oprichting van de Wu-Tang Clan uitbracht was Liquid Swords, in 1995. Liquid Swords kreeg veelal positieve kritieken en werd een commercieel succes. Zijn latere albums wisten het niveau van zijn eerste album niet te halen, maar verkochten desondanks goed.

## Albums
| Jaar | Albums | Chart positie | Chart positie | Chart positie | Chart positie | Prijzen    |
| Jaar | Albums | US 200        | US R&B        | US Rap        | CAN           | Prijzen    |
| ---- | --- | ------------- | ------------- | ------------- | ------------- | ---------- |
| 1991 | Words from the Genius - Uitgebracht: February 19, 1991 - Label: Cold Chillin'/Reprise/Warner Bros. Records | -             | -             | *             | -             |            |
| 1995 | Liquid Swords - Uitgebracht: November 7, 1995 - Label: Geffen/MCA Records                                  | 9             | 2             | *             | 20            | - US: Gold |
| 1999 | Beneath the Surface - Uitgebracht: June 29, 1999 - Label: MCA Records                                      | 9             | 1             | *             | 13            | - US: Gold |
| 2002 | Legend of the Liquid Sword - Uitgebracht: December 10, 2002 - Label: MCA/Universal Records                 | 75            | 21            | *             | -             |            |
| 2005 | GrandMasters (with DJ Muggs) - Uitgebracht: October 25, 2005 - Label: Angeles Records                      | 180           | 69            | *             | -             |            |
| 2008 | Pro Tools - Uitgebracht: August 19, 2008 - Label: Think Differently Music/Babygrande Records               | 52            | 13            | 9             | -             |            |
| 2012 | Liquid Swords 2: The Return of the Shadowboxer - Uitgebracht: NNB 2012 - Label: Babygrande Records         | NNB           | NNB           | NNB           | NNB           |            |

- Bibliothèque nationale de France: cb13951448h (data)
- Gemeinsame Normdatei: 134979990
- International Standard Name Identifier: 0000 0003 6846 8446
- Library of Congress Control Number: no99027566
- MusicBrainz: 550cb78b-4995-4873-baea-76ef265531f5
- Nationale Bibliotheek van Tsjechië: xx0108295
- Nationale Bibliotheek van Israël: 987007348105105171
- Système universitaire de documentation: 086925504
- Virtual International Authority File: 17413787
- WorldCat: E39PBJwX8MftbYJD6rCRJhx4bd